# 乙縣
乙縣，是明代交阯承宣布政使司下轄的一個縣，治所约在今越南宣光省山陽縣的東南部分。

## 沿革
- 永樂五年（1407年）六月癸未置，屬宣化直隸州領[2][3]。
- 永樂六年冬十月己卯，陞交阯宣化州為宣化府[4][5][6][7][8]。
- 永樂十四年五月丙午，設交阯乙縣儒學、道會司[9]。
- 永樂十七年秋九月丙辰，省乙縣入底江縣[10]。